# Yamaha Indy 400 2002
Yamaha Indy 400 2002 var ett race som var den tredje deltävlingen i Indy Racing League 2002. Racet kördes den 24 mars på California Speedway utanför Fontana, Kalifornien. Sam Hornish Jr. tog sin andra vinst på tre race, och förstärkte sin mästerskapsledning. Jaques Lazier och Laurent Redon besegrade något överraskande Penskeduon Gil de Ferran och Hélio Castroneves och tog de övriga pallplatserna. Med tanke på att varken de Ferran eller Castroneves startade bland de tio första, minimerade de ändå deras skada av Hornish vinst.

## Slutresultat
| Plats | Förare            | Team                     | Grid | Kvaltid |
| ----- | ----------------- | ------------------------ | ---- | ------- |
| 1     | Sam Hornish Jr.   | Panther Racing           | 4    | 32,815  |
| 2     | Jaques Lazier     | Team Menard              | 2    | 32,592  |
| 3     | Laurent Redon     | Conquest Racing          | 5    | 32,875  |
| 4     | Gil de Ferran     | Marlboro Team Penske     | 11   | 33,047  |
| 5     | Hélio Castroneves | Marlboro Team Penske     | 14   | 33,099  |
| 6     | Felipe Giaffone   | Mo Nunn Racing           | 8    | 32,999  |
| 7     | Buddy Lazier      | Hemelgarn Racing         | 26   | 32,928  |
| 8     | Scott Sharp       | Kelley Racing            | 9    | 33,018  |
| 9     | Jimmy Vasser      | Team Rahal               | 16   | 33,171  |
| 10    | Jeff Ward         | Chip Ganassi Racing      | 6    | 32,991  |
| 11    | Al Unser Jr.      | Kelley Racing            | 7    | 32,996  |
| 12    | Alex Barron       | Blair Racing             | 18   | 33,413  |
| 13    | Airton Daré       | A.J. Foyt Enterprises    | 20   | 33,433  |
| 14    | Richie Hearn      | Sam Schmidt Motorsports  | 17   | 33,210  |
| 15    | Eliseo Salazar    | A.J. Foyt Enterprises    | 15   | 33,163  |
| 16    | George Mack       | 310 Racing               | 19   | 33,413  |
| 17    | Robbie McGehee    | Cahill Racing            | 22   | 33,670  |
| 18    | Billy Boat        | CURB/Agajanian Racing    | 13   | 33,070  |
| 19    | Jon Herb          | Racing Professionals     | 24   | 33,838  |
| 20    | Eddie Cheever     | Cheever Racing           | 1    | 32,517  |
| 21    | Memo Gidley       | Dreyer & Reinbold Racing | 27   | -       |
| 22    | Rick Treadway     | Treadway/Hubbard Racing  | 10   | 33,034  |
| 23    | John de Vries     | Brayton Racing           | 21   | 33,573  |
| 24    | Tomas Scheckter   | Cheever Racing           | 3    | 32,777  |
| 25    | Hideki Noda       | Convergent Racing        | 25   | 33,995  |
| 26    | Shigeaki Hattori  | Bradley Motorsports      | 12   | 33,056  |
| 27    | Jeret Schroeder   | PDM Racing               | 23   | 33,822  |